# Нова Толковка (Ковилкінський район)
Нова Толко́вка (мокш. Од Толку, ерз. Од Толку) — мокшанське село у складі Ковилкінського району Мордовії, Росія. Входить до складу Мамолаєвського сільського поселення.

## Демографія
Чисельність населення, станом на 2020 рік, налічує 64 особи.
| 1913  | 2002  | 2010  | 2020 |
| ----- | ----- | ----- | ---- |
| → 996 | ↘ 132 | ↘ 105 | ↘ 64 |

Національний склад станом на 2002 рік:
- мокша — 90 %[3].